# Apantesis
Apantesis é um gênero de traça pertencente à família Arctiidae.